# UL 94

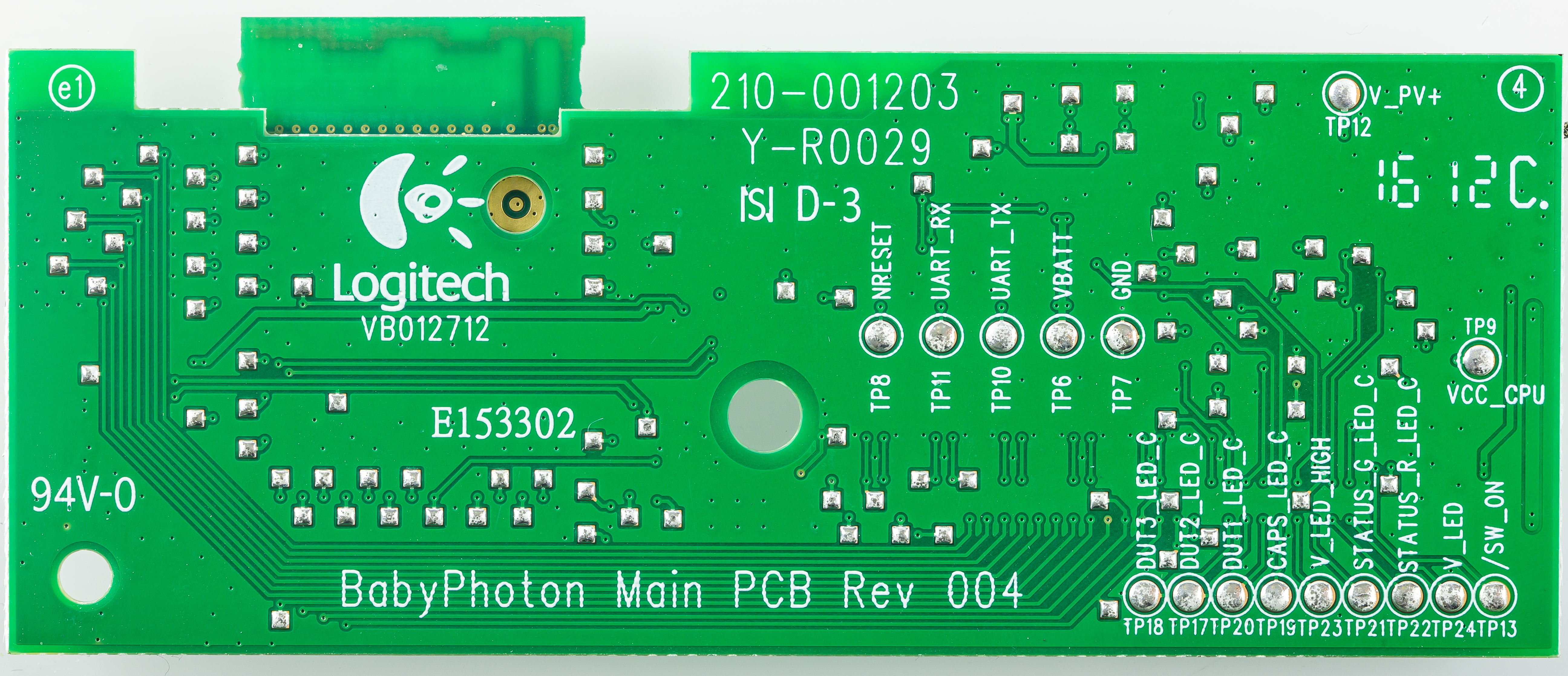
Rückseite einer Leiterplatte mit der Kennzeichnung „94V-0“ links unten

Die Vorschrift UL 94 Tests for Flammability of Plastic Materials for Parts in Devices and Appliances („Prüfungen zur Brennbarkeit von Kunststoffen für Teile in Geräten und Anwendungen“) der Underwriters Laboratories (UL) beschreibt ein Verfahren zur Beurteilung und Klassifizierung der Brennbarkeit von Kunststoffen. Sie wurde inhaltsgleich in die Normen IEC/DIN EN 60695-11-10 und -20 und die kanadische CAN/CSA C 22.2 No.017 übernommen.

## Generelle Vorgehensweise
Für die Klassifizierung werden Probekörper der Abmessungen 125 × 13 × S (mm)³ hergestellt. Die Dicke S darf maximal 13 mm betragen. Häufig wird in einer oder mehrerer der Rasterstufen 0,40 mm, 0,75 mm, 1,5 mm und 3,0 mm geprüft.
Die Proben werden anschließend auf Kosten des jeweiligen Materiallieferanten bei den Underwriters Laboratories oder in einem akkreditierten Prüflabor geprüft. Die erreichte Klassifizierung wird in öffentlich zugänglichen so genannten Yellow Cards eingetragen. Auf diesen können sich Anwender informieren, ob ein bestimmtes Material der geforderten Brandschutzklassifizierung entspricht.

## Versuchsablauf
Die Tests werden mit offener Flamme (Bunsenbrenner) durchgeführt. Die Zündquelle weist je nach angestrebter Klassifizierung eine Leistung von 50 Watt (20 mm hohe Flamme) oder 500 Watt auf. Sie wirkt bei der HB-Prüfung 30 s oder bis zum Erreichen der Startmarke, bei der V-Prüfung zweimal 10 s und bei der 5V-Prüfung fünfmal 5 s auf den Probekörper ein und wird anschließend wieder entfernt. Dabei werden die Brennzeit und bei den V-Prüfungen auch das Abfallen brennender Teile mit Hilfe eines Wattebausches, welcher sich unter dem Probekörper befindet, bewertet.

### Klassifizierung
Die Klassifizierung erfolgt für die geprüfte Probekörperdicke in die Stufen HB (Horizontalbrennprüfung) sowie V-0, V-1, V-2, 5VA und 5VB (Vertikalbrennprüfung). Diese stehen – geordnet nach der Höhe der Anforderung – im Einzelnen für:
- HB: langsames Brennen einer horizontal eingespannten Probe (Selbstverlöschen oder bei Dicke <3 mm; Rate <75 mm/min (HB75); bei Dicke 3…13 mm; Rate <40 mm/min (HB40)).
- V-2: Verlöschen einer vertikal eingespannten Probe innerhalb von 30 Sekunden. Brennendes Abtropfen von Kunststoffschmelze zulässig.[3]
- V-1: wie V-2, jedoch kein brennendes Abtropfen von Kunststoffschmelze zulässig. Maximal 60 Sekunden Nachglimmen.[3]
- V-0: wie V-1, jedoch Verlöschen der Flamme innerhalb von 10 Sekunden. Maximal 30 Sekunden Nachglimmen.[3]

| Kriterien                                                                                               | V-0    | V-1     | V-2     |
| --- | ------ | ------- | ------- |
| Nachbrennzeit mit Flamme eines jeden einzelnen Prüflings                                                | ≤ 10 s | ≤ 30 s  | ≤ 30 s  |
| Gesamtnachbrenndauer mit Flamme eines Satzes von Prüflingen nach jeweiliger Konditionierung             | ≤ 50 s | ≤ 250 s | ≤ 250 s |
| Nachbrennzeit mit Flamme plus Nachglimmzeit eines jeden einzelnen Prüflings nach der zweiten Beflammung | ≤ 30 s | ≤ 60 s  | ≤ 60 s  |
| Nachbrennen und/oder Nachglimmen eines einzelnen Prüflings bis zur Halterung darf auftreten?            | nein   | nein    | nein    |
| Entzündung der Unterlage aus Baumwolle durch brennende Teilchen oder Tropfen dürfen auftreten?          | nein   | nein    | ja      |

Kunststoffe, die mindestens die Klassifizierung V-2 erfüllen, können zusätzlich mit der 500-Watt-Flamme (125 mm Flammhöhe) geprüft werden:
- 5VB: Verlöschen einer vertikal eingespannten Probe nach fünfmaliger Beflammung für je fünf Sekunden; kein Abtropfen zulässig.
- 5VA: wie 5VB, zusätzlicher Test an einer horizontal eingespannten Platte; weder Abtropfen noch Bildung von Brandlöchern mit einem Durchmesser >1 mm sind zulässig.

Es gibt ähnliche Klassifizierungen für Schaumstoffe: HF-1, HF-2, HBF (F für Foam); sowie für Dünnfilme: VTM-0, VTM-1, VTM-2 (VTM für Very Thin Material).